# Magazin (Salzburg)
Das Magazin ist ein Bauwerk der Moderne' in Salzburg-Mülln.

## Lage und Architektur
Das Magazin ist ein Kavernenkomplex im Mönchsberg, in der Augustinergasse 13, auf der stadtauswärtigen Seite im Äußeren Mülln, direkt unterhalb des Johannesschlössl. Dazu gehören zwei Bürgerhäuser, eines aus dem 18. und eines aus dem 19. Jahrhundert. Diese wurde zur Zeit der Erweiterung der Stadt hinter das Neutor angelegt, die Stollen dienten als Lagerraum.
In den 2000ern wurde geplant, hier ein kulinarisches Zentrum mit Restaurant und Barbetrieb einzurichten. Das Areal befindet sich seit der Erweiterung 1995 in der Altstadtschutzzone, und auch in der Pufferzone des UNESCO-Welterbes Historisches Zentrum der Stadt Salzburg (die Kernzone beginnt direkt hinter den Häusern, mit dem Mönchsberg). Obschon die beiden Altstadthäuser als „bescheidene, um nicht zu sagen dürftige Bespiele ihrer Epoche […] architektonisch eher bedeutungslos“ sind, wurde beim Feststellungverfahren der Wunsch geäußert, sie in ihrer „Bedeutung für das Stadtbild und Stadtgefüge“ – also im Sinne eines Ensemble-/Ortsbildschutzes – zu erhalten.
Die beiden Häuser wurden dann vom Salzburger Architekten Thomas Wizany (Planquadr.at Baumanagement GmbH) durch ein Brückengebäude verbunden, das als Klammer die „disparaten Elemente“ vereint, und sich deutlich von den beiden Altbauten unterscheidet, ohne in deren Bausubstanz einzugreifen, oder sich in den Vordergrund zu drängen, und mit weiteren klassisch-modernen Trakten mit Innenhof, Terrassen und Überdachungen auch die Kavernen anbindet. Gleichzeitig wurden die Bestandsbauten im Sinne des Denkmalschutzes renoviert. Die einzelnen funktionalen Zonen im Außenbereich wie im Berginneren sind „abwechslungsreich gestaltet und teilweise spektakulär inszeniert.“
Ein Architekturkritiker stellte fest: „Das Magazin ist ein ausgezeichnetes Beispiel dafür, dass das historisch Beiläufige intelligenter Erneuerung bedarf, um eine Zukunft zu besitzen.“

## Betrieb
Die hier ansässige Magazin Handels GmbH & Co KG unter der Geschäftsführung von Claudia & Raimund Katterbauer betreibt seit 2003 die Vinothek, Feinkost-Shop, Geschäft für Tischkultur und seit 2017 auch das Restaurant und die Seminarräumlichkeiten. Es gibt noch eine Niederlassung im Europark.